# 小行星8906
小行星8906（英語：8906 Yano）是一颗围绕太阳公转的小行星。1995年11月18日，小林隆男在大泉天文台发现了此天体。
这颗小行星的绝对星等为268.0245967918752等。